# 638676 Žižek
638676 Žižek è un asteroide della fascia principale. Scoperto nel 2014, presenta un'orbita caratterizzata da un semiasse maggiore pari a 2,5916587 au e da un'eccentricità di 0,1783838, inclinata di 6,91200° rispetto all'eclittica.
Dal 15 gennaio al 18 marzo 2024, quando 648709 Angissimo ricevette la denominazione ufficiale, è stato l'asteroide denominato con il più alto numero ordinale. Prima della sua denominazione, il primato era di 627520 Corbey.
L'asteroide è dedicato al filosofo e sociologo sloveno Slavoj Žižek.